# Teresa Galí-Izard

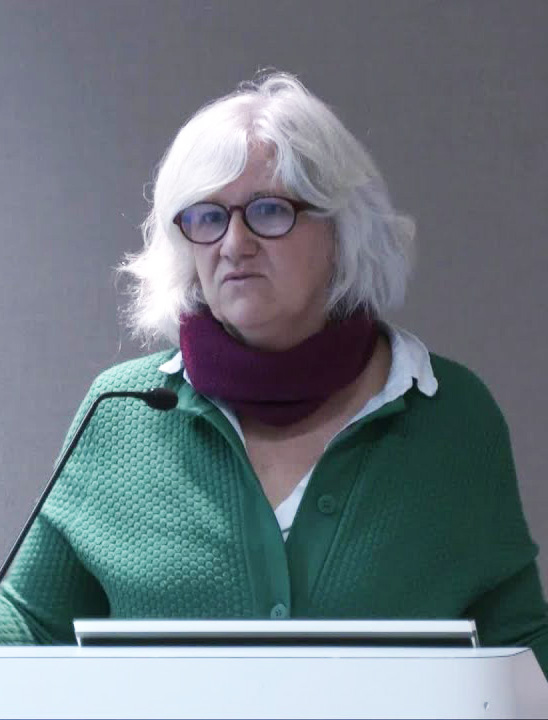
Galí-Izard bei einer Vorlesung an der Harvard Graduate School of Design, 2020

Teresa Galí-Izard (* 1968 in Barcelona) ist eine spanische Landschaftsarchitektin, Agronomin und Professorin für Landschaftsarchitektur.

## Leben
Galí-Izard hat Studienabschlüsse in Agraringenieurwesen und ein Postgraduiertenstudium in Landschaftsarchitektur an der Escuela Superior de Agricultura de Barcelona, an der Universitat Politècnica de Catalunya.
Von 1989 bis 2003 arbeitete sie als freischaffende Architektin für Batlle i Roig Arquitectura in Barcelona. 1995 machte sie sich selbständig und bearbeitete den Landschaftsarchitekturteil in Kooperationen mit diversen Architekturbüros. Langjährig arbeitet Galí-Izard mit Jordi Nebot zusammen. 2007 gründeten sie in Barcelona das Landschaftsarchitekturbüro Arquitectura Agronomia, dessen Principal sie seitdem ist. Galí-Izard und Nebot haben diverse Projekte in Spanien realisiert, darunter sind zum Beispiel der Garten des San-Telmo-Palasts in Sevilla, der See im San Juan de Arriaga Parc in Vitoria-Gasteiz, der Parc d'Odessa in Sabadell, der Casabermeja Parque in Málaga, der Plaza de Desierto in Bilbao und der Garten der Fundación Giner de los Ríos in Madrid. Zu ihren Arbeiten in Südamerika gehört der Parque de los primeros pasos in Caracas, Venezuela. Zu den bekanntesten Projekten gehört die Sanierung der Deponie Sant Joan in Begues, die 2004 mit dem European Prize for Urban Public Space ausgezeichnet wurde.
Galí-Izard hat sowohl in den Vereinigten Staaten als auch in Europa an Universitäten gelehrt. Sie unterrichtete im Masterprogramm für Landschaftsarchitektur und Umwelt an der Escuela Técnica Superior de Arquitectura de Madrid und der Universitat Politècnica de Catalunya, sie war Dozentin an der Architektur- und Designhochschule Oslo, der Akademie der bildenden Künste Wien, der Accademia di Architettura di Mendrisio in der Schweiz, der School of Architecture der Universität Grenoble und der Faculdade de Arquitectura der Universität Porto.
Von 2012 bis 2018 war Galí-Izard Associate Professor für Landschaftsarchitektur an der University of Virginia und dort von 2013 bis 2015 Vorsitzende der Abteilung für Landschaftsarchitektur sowie von 2018 bis 2019 in derselben Rolle an der Harvard University Graduate School of Design.
2019 wurde sie zur ordentlichen Professorin für Landschaftsarchitektur am Institute for Landscape and Urban Studies (I-LUS) der ETH Zürich ernannt und initiierte dort das Masterprogramm für Landschaftsarchitektur.

## Wesentliche Veröffentlichungen
- Los mismos paisajes : ideas e interpretaciones (= The same landscapes : ideas and interpretations). Editorial Gustavo Gili, S.L., Barcelona 2006, ISBN 978-84-252-1962-7.
- mit Daniela Colafrancesci: Jacques Simon. Gli altri paesaggi, Idee e riflessioni sul territorio. (= Jacques Simon. The Other Landscapes, Ideas and Thoughts on the Territory). Ed. Libria, 2012, ISBN 978-88-6764-155-0.
- Regenerative Empathy (= Studio Report). Harvard University Graduate School of Design, 2019, ISBN 978-1-934510-75-9 (harvard.edu).